# 愛麗絲之棘
《愛麗絲之》，為日本TBS電視台自2014年4月11日起至6月止播出的週五晚間10點檔（週五連續劇），由上野樹里主演。

## 企劃
參酌英國作家路易斯·卡羅兒童文學作品《爱丽丝梦游仙境》與其續集《愛麗絲鏡中奇遇》為背景，衍生親情復仇劇。

## 故事概要
大學醫院的新人醫師・水野明日美。因14歲時手術中父親致死，在意外中得到父親的真實病歷，經15年的計劃，向惡質醫師復仇。

## 演員陣容

### 主要人物
水野明日美（小山內明日美）（演出：上野樹里，（14歲：菊池和澄））（香港配音：張頌欣）
磐台悠真（演出：中村蒼）（香港配音：李鎮然）
小兒科的實習醫生，磐台教授的兒子。喜歡明日美。
西門優介（演出：小田切讓，（23歳：安西慎太郎））（香港配音：蘇強文）
每朝新聞醫療部記者。
星野美羽（演出：栗山千明）（香港配音：黃昕瑜）
護士。喜歡悠真。與明日美關係良好，後因誤會明日美與悠真的關係而反目，並聽從磐台教授，調查明日美的過去。
水野和史（演出：中村梅雀）（香港配音：潘文柏）
明日美父親孝夫的友人，明日美的養父。西班牙料理店老闆。性格開朗。
有馬毅（演出：國村隼）（香港配音：陳永信）
移植外科教授。明日美給予「白國王 (愛麗絲夢遊仙境)（White King）」圖卡（字面為）
磐台修一（演出：岩城滉一）（香港配音：朱子聰）
教授。悠真的父親。院內握有強大的權力。明日美給予「毛毛蟲（Caterpillar）」圖卡
千原淳一（演出：田中直樹）（香港配音：招世亮）
副教授。身患「視網膜色素變性」，明日美給予「柴郡貓（Cheshire Cat）」圖卡
伊達理沙（演出：藤原紀香）（特別演出）（香港配音：黃麗芳）
消化器外科王牌。醫院第一位的女性教授，雄心勃勃的野心家。明日美給予「紅心女王（Queen of Hearts）」圖卡

### 聖林大學附屬醫院
岡村圭吾（演出：今井隆文）（香港配音：鄧港文）
谷宏之（演出：白石朋也）
矢吹徹（演出：上之原正義）
高木哲也（演出：諒太郎）
蛭子雅人（演出：六平直政）（香港配音：李錦綸）
護士長。明日美給予「矮胖子」圖卡
遠藤由香（演出：藤井武美）（香港配音：羅孔柔）
樋口杏奈（演出：福吉真瑠奈）
安達彩香（演出：橫地尚子）
新田早苗（演出：羽村純子）
進行手術的護士。

### 其他
小山內孝夫（演出：眞島秀和）（香港配音：關令翹）
明日美的父親。前小兒科醫生。
日向誠（演出：尾美利德）（香港配音：葉振聲）
醫院顧問律師。明日美給予「帽子人（The Hatter）」圖卡（字面為）
田崎絢芽（演出：霧島麗香）（香港配音：陸惠玲）
手塚製藥醫藥代表。
峰岸健太（演出：竹場龍生）（香港配音：謝潔貞）
罹患心臓病，悠真負責的兒童患者。
西門結衣（演出：庵原涼香）（香港配音：陳皓宜）
優介的妹妹。疾死。

### 客串
出場次數多於一集的角色會在中標明集數。
第1話
葛城圭一（演出：前川泰之）（香港配音：李致林）
理沙的結婚對象。公司經營者。
米山絹（演出：池田道枝）（香港配音：陸惠玲）
罹患食道狹窄。被用來做納米手術機器人（Neurobot）「NOA」的臨床實驗。
第2話
千原典子（演出：森谷富美）（香港配音：梁少霞）
千原淳一的妻子。
千原美久（演出：矢崎由紗）（香港配音：陳皓宜）
千原淳一的女兒。
織部紘一（演出：濱田晃）（香港配音：譚炳文）
聖林大學附屬醫院大額補助織部建設社長。千原委任胃黏膜下腫瘤切除手術。
第3話
里中繪梨（演出：遠野凪子）（香港配音：曾佩儀）
日向的前愛人，日向法律事務所前工讀事務員。
日向 智子（演出：須賀千春）（香港配音：沈小蘭）
日向的妻子。
小野和惠（演出：高仁和繪）（香港配音：鄭麗麗）
丈夫浩平術後縫合失敗而死亡。因医療過誤對聖林大学附屬醫院起訴。
第4話
萩原光一（演出：榎木孝明）（香港配音：潘文柏）
喜馬拉雅山首次日本人成功登山的登山家。出身北海道。昔日磐台教授的熟人。
山根勝（演出：岡山一）（香港配音：劉昭文）
參加臨床試驗的患者。
星野伸二（演出：野添義弘）（香港配音：李錦綸）
美羽的父親。星野花店老闆。
星野大輝（演出：土師野隆之介）（香港配音：袁淑珍）
美羽的弟弟，星野家次男。
第5話
橫山重雄（演出：深水三章）（香港配音：招世亮）
30年前大手建設公司，建築作業員因石棉引起肺塵病惡化不能夠在建設現場工作，轉至聖林大學附屬醫院的清掃員。
第6話
三浦直子（演出：山本未來（第7話））（香港配音：陸惠玲）
聖林大學附属醫院看護部手術室主任。
三浦幸彦（演出：加瀨信行）
三浦直子的丈夫。植物人，長期住在聖林大學附屬醫院。
第7話
有馬鈴（演出：藤原令子（童年：鎌田英怜奈）（第8-10話））（香港配音：何寶珊）
移植外科教授有馬毅的女兒，的患者，目前在聖林大學附属醫院住院中。實際上是有馬的養女，水野和史的親女兒。
磐台貴子（演出：根本律子）（香港配音：雷碧娜）
磐台修一的妻子。
第8話
護士（演出：中村麻里子（AKB48））（香港配音：劉惠雲）
負責照顧健太的護士。
第9話－第10話
有馬晴子（演出：天久美智子）（香港配音：沈小蘭）
有馬毅的妻子，鈴的養母。

## 工作人員
- 監修：西田征史（日语：西田征史）
- 編劇：髙橋麻紀、池田奈津子
- 導演：塚原亞由子、渡瀬曉彥、平野俊一
- 製作人：高橋正尚、高成麻畝子
- 配樂：橫山克
- 主題歌：高橋優「太陽與花（日语：太陽と花）」（日本華納音樂）
- 醫務指導：矢島和人、今井光穂、小林奈奈
- 製作：TBS

## 放送日程
| 各話                                                      | 放送日期 | 日文標題 | 中文標題                                                   | 劇本       | 導演     | 收視率   |
| --------------------------------------------------------- | -------- | -------- | ---------------------------------------------------------- | ---------- | -------- | -------- |
| 第1話                                                     | 4月11日  |          | 被禁止的醫療懸疑事件！殺了父親的醫生是誰！？激烈復仇的開始 | 高橋麻紀   |          | 14.2%    |
| 第2話                                                     | 4月18日  |          | 向野心家悲痛的報復                                         | 池田奈津子 | 11.9%    |          |
| 第3話                                                     | 4月25日  |          | 復仇崩壞背叛與禁斷的陷阱                                   | 髙橋麻紀   | 11.9%    | 渡瀨曉彥 |
| 第4話                                                     | 5月02日  |          | 復仇完結 禁斷的新藥實驗                                    | 池田奈津子 |          | 11.3%    |
| 第5話                                                     | 5月09日  |          | 發現父親的死                                               | 池田奈津子 | 平野俊一 | 09.5%    |
| 第6話                                                     | 5月16日  |          | 冷酷無情 殺了父親，鐵娘子                                  | 池田奈津子 | 渡瀨曉彥 | 09.0%    |
| 第7話                                                     | 5月23日  |          | 甦醒的女人！復仇中的復仇                                   | 池田奈津子 |          | 11.5%    |
| 第8話                                                     | 5月30日  |          | 再度復仇之女……瘋狂的手術計劃起動                           | 池田奈津子 | 平野俊一 | 09.4%    |
| 第9話                                                     | 6月06日  |          | 最終決戰 屈辱・背叛・逆轉！還有充滿希望的明天              | 池田奈津子 | 渡瀨曉彥 | 09.5%    |
| 第10話                                                    | 6月13日  |          | 真相殘酷的荊棘－每一道光                                   | 池田奈津子 |          | 12.0%    |
| 平均收視率 11.02%（收視率由關東地區・Video Research調查） |          |          |                                                            |            |          |          |

## 腳註
1. ↑  .   [2014-06-08]. （原始内容存档于2016-04-04）.
2. ↑  五阿弥瑠奈(Ajysytz)、TBSドラマ『アリスの棘』劇中歌が大好評 （页面存档备份，存于） – Gadget News，記者：OTOTOY，2014-04-25
3. ↑  曾參與《夜長オーケストラ》
4. ↑  はじめに （页面存档备份，存于）、TBSテレビ：金曜ドラマ『アリスの棘』、2014年4月20日閲覧。
5. ↑  この段落の出典。島影真奈美. . エキレビ!. エキサイト. 2014-04-05  [2014-04-08]. （原始内容存档于2016-03-05）.
6. ↑  . 金曜ドラマ『アリスの棘』. TBSテレビ.   [2014-04-08]. （原始内容存档于2021-01-07）.
7. ↑   的存檔，存档日期2014-04-07.

## 外部連結
- TBS電視台官方網站 （页面存档备份，存于）（日語）

## 節目的變遷
| 日本TBS 週五連續劇（） 星期五 22:00       | 日本TBS 週五連續劇（） 星期五 22:00       | 日本TBS 週五連續劇（） 星期五 22:00 |
| ----------------------------------------- | ----------------------------------------- | ----------------------------------- |
|                                           | 愛麗絲之 （2014年4月11日－2014年6月13日） |                                     |
| 夜之老師 （2014年1月17日－2014年3月21日） | 家族狩獵 （2014年7月4日－2014年9月5日）   |                                     |

| 臺灣 八大戲劇台 週五 23:00 · 6月14日改為週六 00:00 | 臺灣 八大戲劇台 週五 23:00 · 6月14日改為週六 00:00 | 臺灣 八大戲劇台 週五 23:00 · 6月14日改為週六 00:00 |
| -------------------------------------------------- | -------------------------------------------------- | -------------------------------------------------- |
|                                                    | （2014年4月11日－2014年6月14日）                   |                                                    |
| 不懂女人                                           | 十歲笛娜的願望                                     |                                                    |

| 香港 高清翡翠台 星期六 23:50-00:50              | 香港 高清翡翠台 星期六 23:50-00:50                | 香港 高清翡翠台 星期六 23:50-00:50                |
| ----------------------------------------------- | ------------------------------------------------- | ------------------------------------------------- |
|                                                 | 愛麗絲刺（第1-8集） （2015年1月3日－2月14日）     |                                                   |
| （2014年10月18日） （2014年10月25日－12月27日） | 步步驚情（星期六、日） （2015年2月28日－7月11日） |                                                   |
| 星期日 23:50-00:50                              |                                                   |                                                   |
| 鯊魚 （2014年12月7日－2015年2月8日）            | 愛麗絲刺（第9-10集） （2015年2月15日）            | 步步驚情（星期六、日） （2015年2月28日－7月11日） |